# بيير فاتييه
بيير (بطرس) فاتييه (بالفرنسية: Pierre Vattier)‏ (1623 - 1667 م) هو طبيب فرنسي ومستشرق، كان أستاذ اللغة العربية في الكلية الملكية.
ولد في مدينة مونروي، ودرس الأدب والتاريخ الطبيعي والطب، انتقل إلى باريس حيث كان مهتما في أعمال ابن سينا، وقال انه تعلم العربية من أجل قراءة النص الأصلي، حتى اكتسب معرفة وافية من اللغة. في 1658 م أصبح أستاذا للغة العربية في الكلية الملكية. كما كان طبيب دوق أورليان.

## آثاره
من آثاره: ترجمة «عجائب المقدور في أخبار تيمور»، تاليف أحمد بن عربشاه، إلى الفرنسية، سنة 1658 م. وترجم مخطوط في وصف مصر وجده في مكتبة الكاردينال مازاران. كما قام بترجمة لاتينية لمصنفات ابن سينا.